# Ласка (річка)
Ласка, Лоска — річка в Україні, у Новгород-Сіверському районі Чернігівської області. Права притока Десни (басейн Дніпра).

## Опис
Довжина річки приблизно 19,65 км., похил річки — 2,5 м/км. Площа басейну 213 км². Найкоротша відстань між витоком і гирлом — 11,44  км, коефіцієнт звивистості річки — 1,72 .  У минулому столітті на мапі з'явилася річка Студенка, у яку впадала річка Лоска.

## Розташування
Бере початок на північному сході від Шаболтасівки. Тече переважно на північний схід через Лоску і на південному сході від Курилівки впадає у річку Десну, ліву притоку Дніпра.
Населені пункти вздовж берегової смуги: Слобідка, Ушівка, Студинка, Об'єднане.
У селі Лоска річку перетинає автомобільна дорога Р12.